# Проект «Большие человекообразные обезьяны»

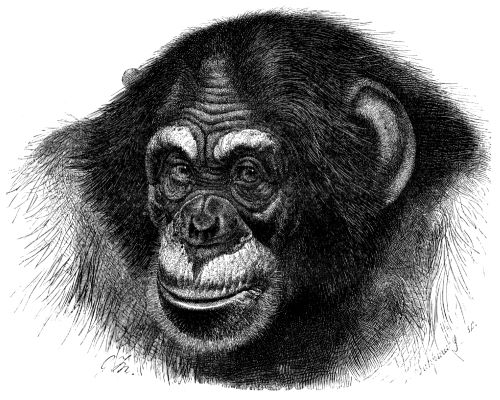

Проект «Большие человекообразные обезьяны» — основанная в 1994 году международная некоммерческая организация, куда входят антропологи, этологи, приматологи и другие специалисты, поддерживающие декларацию ООН о правах больших человекообразных обезьян. Декларация наделяет человекообразных обезьян (шимпанзе, бонобо (карликовые шимпанзе), гориллы, орангутаны) базовыми юридическими правами: правом на жизнь, личную свободу и защиту от истязаний. Организация также занимается сбором сведений о больших обезьянах в США.
Когда указанные права человекообразных обезьян будут установлены юридически, организация намерена потребовать освобождения всех находящихся в неволе больших обезьян. В настоящее время[уточнить] в США в неволе содержатся около 3100 человекообразных обезьян, из них 1280 подвергаются различным биомедицинским исследованиям.

## Книга «Проект больших человекообразных обезьян»
Под редакцией философов Паолы Кавальери и Питера Сингера вышла книга «Проект больших человекообразных обезьян», в написании которой приняли участие 34 автора, включая таких известных учёных, как Джейн Гудолл и Ричард Докинз. Авторы помещённых в книге статей выражают поддержку проекту.